# Seilbahn von Caracas

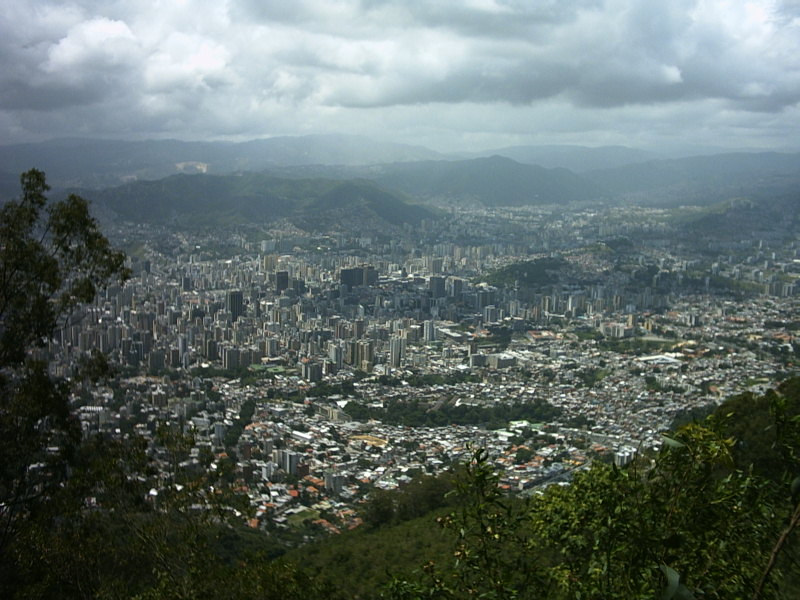
Blick von der Bergstation Ávila

Die Seilbahn von Caracas (Teleférico de Caracas) war eine 1956 eröffnete Luftseilbahn, die Caracas, Venezuela über die nördlich der Stadt gelegene Bergkette des Ávila-Massivs hinweg mit dem Küstenort Macuto am Karibischen Meer verband und als Zufahrt zu dem auf der Bergkette stehenden Hotel Humboldt diente. Sie blieb bis zum Ende der 1970er Jahre in Betrieb. Danach folgten bis 1988 einige vergebliche Versuche, sie wieder zu eröffnen. Anschließend verfiel sie.
2000 wurde die erste Sektion von Caracas auf das Ávila-Massiv durch eine neue Gondelbahn ersetzt. 2007 übernahm der Staat die Bahn. 2011 wurde die Bergkette nach ihrem früheren einheimischen Namen Parque nacional Waraira Repano genannt; seitdem wird auch die Seilbahn Sistema Teleférico Warairarepano genannt.
Im Juli 2014 begannen die Vorarbeiten, um auch im Abschnitt von Warairarepano nach Macuto wieder eine schon seit längerem geplante Gondelbahn zu bauen.

## Seilbahn- und Hotelanlage (1956)
Auf Veranlassung von General Marcos Pérez Jiménez, des damaligen Präsidenten von Venezuela, wurde eine Seilbahn von Caracas auf den über der Stadt liegenden Kamm des Ávila-Massivs gebaut, auf dem gleichzeitig in etwa 600 m Entfernung auch der 15 Stockwerke hohe, runde Turm des luxuriösen Hotel Kolumbus errichtet wurde. Von der Bergstation führte ein breiter Weg zu dem nur wenig höher gelegenen Hotel, man konnte die Entfernung aber auch mit einer kleinen Seilbahn zurücklegen. Auf der anderen Seite des Bergrückens führte eine Sektion von der Bergstation zu dem 400 m tiefer gelegenen Ort Galipán, eine weitere Sektion zu dem Ort San José und eine dritte schließlich nach Macuto.
Die Seilbahn diente mehreren Zwecken: zum einen wurde mit ihr und dem Hotel Humboldt ein touristischer Höhepunkt der Hauptstadt Venezuelas geschaffen. Zum anderen diente sie als hilfsweise Verbindung zum Meer und zum Flughafen, wenn es Probleme mit einer der Brücken oder Tunnel auf der Nationalstraße A2 geben sollte. Insgeheim was sie auch als Fluchtweg für den diktatorisch regierenden Präsidenten konzipiert. Der Motor der ersten Sektion befand sich in der Bergstation und konnte von dort abgeschaltet werden, die Motoren der anderen Sektionen befanden sich in San José. Dadurch wäre ein ausreichender Vorsprung möglich gewesen, um ein Flugzeug oder ein Schiff für die Flucht ins Ausland zu erreichen.
Die von der Gesellschaft für Förderanlagen Ernst Heckel, Saarbrücken gebaute Seilbahn war eine Weiterentwicklung der 1930 gebauten Schauinslandbahn. Sie war mit ihren vier Sektionen und einer Länge von über 10 km nicht nur deutlich größer, sondern die größte Anlage ihrer Art weltweit. Wie bei der Schauinslandbahn war es eine Umlaufseilbahn, die, anders als bei heutigen 3S-Bahnen, nur ein Tragseil, aber zwei Zugseile hatte. Die Kabinen wurden in den Stationen automatisch von den umlaufenden Zugseilen abgekoppelt, verzögert und auf eine Hängeschiene gefahren, an der sie nach dem Ein- und Aussteigen der Passagiere in die  Gegenrichtung geführt, beschleunigt, wieder an die Zugseile angekoppelt und auf das dortige Tragseil geführt wurden.

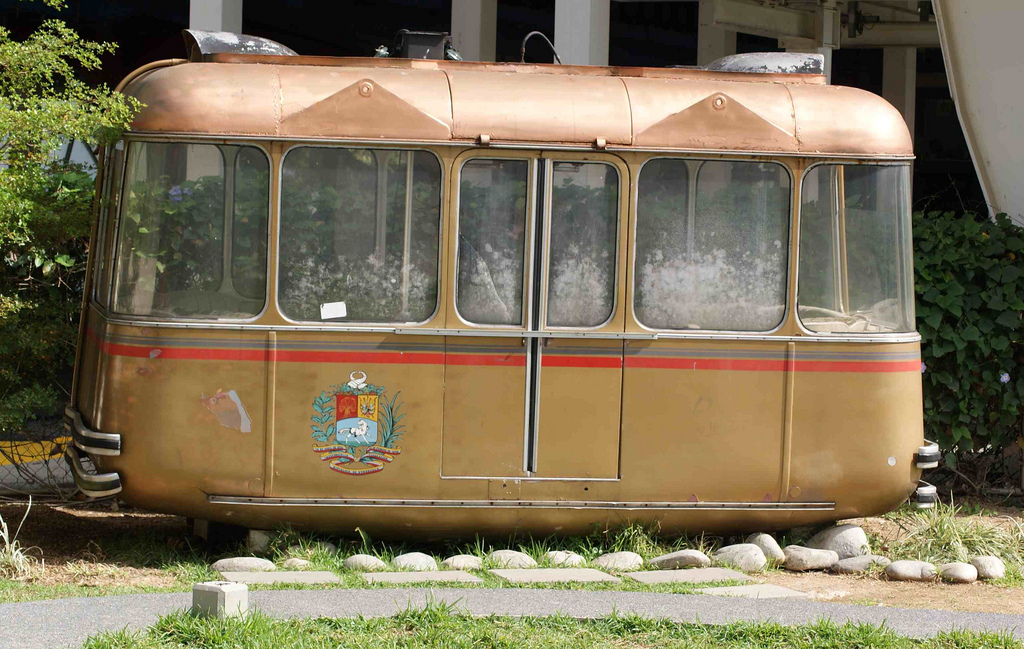
Ehemalige Präsidentenkabine, nun an der Talstation ausgestellt

Die Kabinen sahen denen einer großen Pendelbahn der damaligen Zeit sehr ähnlich: ein hohes Gehänge samt Leiter für das Dienstpersonal verband die Kabine mit dem Laufwerk, das mittels einer Rollenbatterie mit vier Rollen auf dem Tragseil fuhr. Die Kabinen der Sektion zwischen Caracas und der Bergstation hatten eine leuchtend rote Farbe, während die auf der anderen Bergseite verkehrenden Kabinen in unterschiedlichen Farben gehalten waren. Es gab eine nur für elf Personen ausgelegte Präsidentenkabine mit goldfarbenem Äußeren, eine Krankenkabine in Weiß mit einem grünen Kreuz sowie einen offenen Lastenträger.
Die erste Sektion wurde am 14. September 1955 fertiggestellt und nach einem siebenmonatigen Probebetrieb am 19. April 1956 durch den damaligen Präsidenten Marcos Pérez Jiménez eingeweiht, das Hotel Humboldt und die Sektionen auf der anderen Bergseite wurden am 29. Dezember 1956 eröffnet.

### Technische Einzelheiten
Die Seilbahn hatte eine maximale Geschwindigkeit von 7,5 m/s (27 km/h), fuhr normalerweise aber langsamer. Sie hatte eine horizontale Länge von insgesamt 10.561 m und überwand einen Höhenunterschied von 1.110 m zwischen Caracas und dem Ávila-Massiv sowie von 2.005 m zwischen diesem und der Station an der Küste, insgesamt somit einen Höhenunterschied von 3.115 m.

#### Estación Maripérez–Estación Monte Ávila
Das Gebäude der Talstation Estación Maripérez in Caracas bestand aus einer 29,5 m langen und 14,9 m hohen, gewölbten und mehrfach in sich gefalteten Betonschale, die alle Einrichtungen überdachte. Sie dient auch heute noch der neuen Talstation.
Von der 995 m über dem Meeresspiegel gelegenen Talstation (10° 30′ 45″ N, 66° 53′ 12″ W) fuhr die Bahn zur 2105 m hoch gelegenen Bergstation Estación Monte Ávila auf dem Kamm des Ávila-Massivs (10° 32′ 27,4″ N, 66° 52′ 48,8″ W). Diese Sektion hatte eine horizontale Länge von 3200 m und eine schräge Länge von 3400 m bei einem Höhenunterschied von 1110 m.
Die Tragseile waren in zwei Abschnitte aufgeteilt, die in der Tal- bzw. der Bergstation durch mehrere Windungen um den starken, zentralen Betonpfeiler verankert waren. Etwa in der Mitte der Sektion stand ein Tragseilabspannpfeiler auf dem Papelón genannten Bergrücken, an dem die Tragseile von der Berg- und der Talseite über große Rollen durch mehrere Tonnen schwere, frei in der Pfeilerkonstruktion hängende Gewichte gespannt wurden. Die Kabinen wurden von dem durchgehenden Zugseil über Metallschienen auf die jeweils andere Tragseilsektion gezogen. Im Abschnitt unterhalb dieses Abspannpfeilers standen vier Seilbahnstützen mit Höhen zwischen 9 m und 36,5 m, im oberen Abschnitt gab es zwei Stützen mit Höhen von 21,5 m und 31,5 m. Zwischen dem Abspannpfeiler und der Stütze Nr. 5 hatte die Seilbahn mi 1150 m ihre größte Spannweite. Der Pfeiler und die Stützen wurden beim Neubau der Bahn entfernt.
Die Antriebsmotoren standen in der Bergstation und wurden primär von dort gesteuert. Die Spannvorrichtung für die Zugseile befand sich in der Talstation.

#### Estación Monte Ávila–Estación El Iron
Von der Bergstation Estación Monte Ávila ging es über zwei Stützen, einen Höhenunterschied von 393 m und einer schrägen Länge von 900 m bzw. einer horizontalen Länge von 815 m hinunter zu der Winkelstation Estación El Iron (10° 32′ 54″ N, 66° 52′ 44″ W) in der Nähe des auf 1712 m ü. d. M. gelegenen Ortes San Antonio de Galipán. Die in der Bergstation verankerten Tragseile wurden hier durch in Schächten hängende Gewichte gespannt. Die Tragseile der dritten Sektion waren hier verankert. Auch die Spannvorrichtungen für die Zugseile beider Sektionen befanden sich hier.

#### Estación El Iron–Estación Loma de Caballo
Zwischen der Estación El Iron und der bei San José auf 1184 m ü. d. M. gelegenen Winkelstation Estación Loma de Caballo (10° 34′ 25″ N, 66° 53′ 25,2″ W) gab es einen Höhenunterschied von 528 m, eine schräge Länge von 3100 m bzw. eine horizontale Länge von 3079 m sowie fünf Stützen und einen Tragseilabspannpfeiler. In der Estación Loma de Caballo befanden sich die Steuerungen und Antriebseinheiten für die obere und die nachfolgende Sektion und die Verankerungen für die Tragseile beider Sektionen.

#### Estación Loma de Caballo–Estación El Cojo
Bis zur bei Macuto auf einer Höhe von 100 ü. d. M. gelegenen Talstation Estación El Cojo (10° 36′ 15″ N, 66° 52′ 57,3″ W) gab es einen weiteren Höhenunterschied von 1084 m, eine schräge Länge von 3700 m und eine horizontale Länge von 3467 m. Auch hier unterteilte ein Abspannpfeiler die Tragseile, außerdem gab es 6 Stützen, darunter die mit 78,63 m höchste Stütze der gesamten Anlage. Das Gebäude der Estación El Cojo entspricht mit seiner gewölbten Betonschale dem der Estación Maripérez auf der anderen Seite.

### Hotel Humboldt

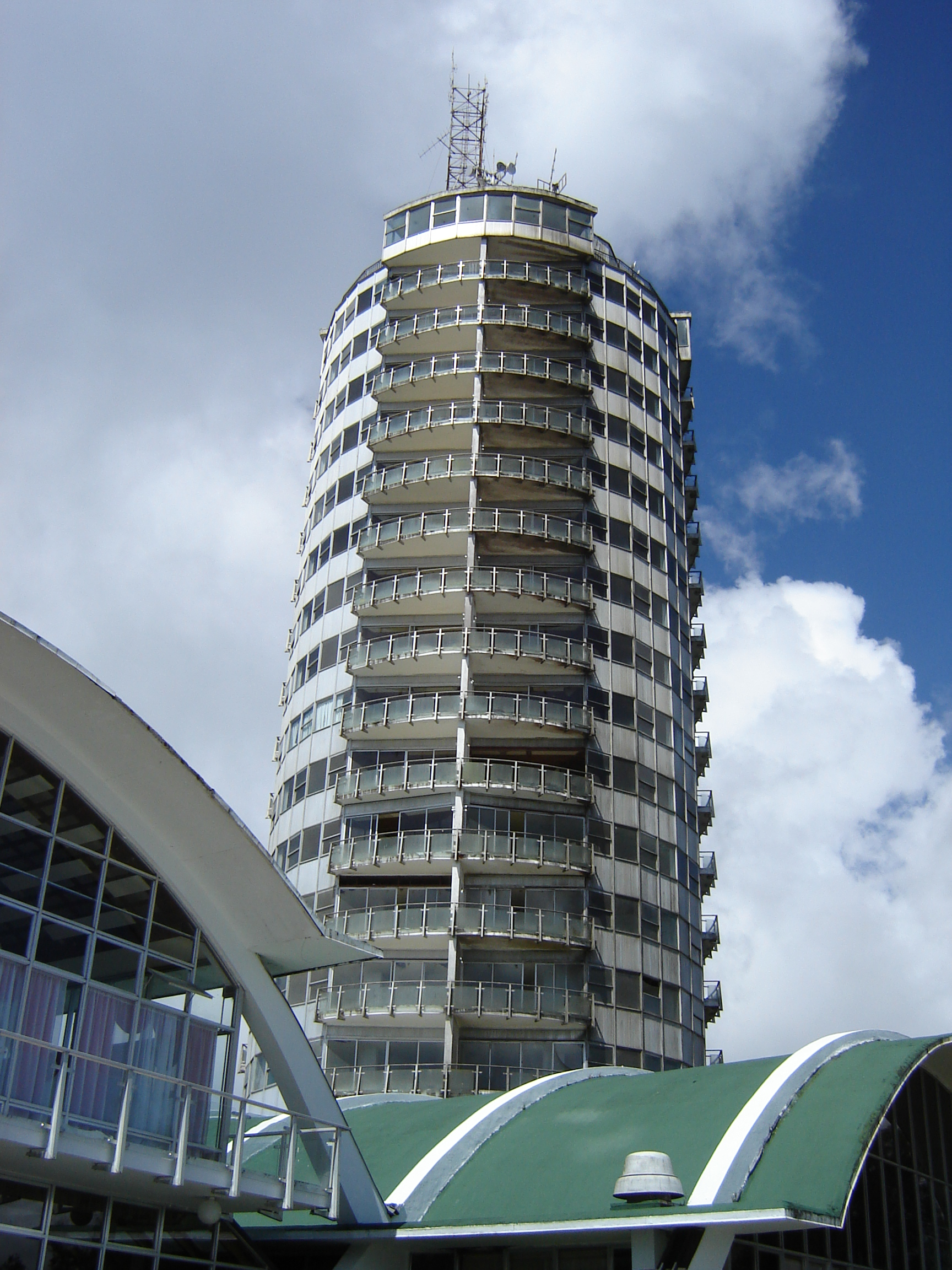
Hotel Humboldt

Das Hotel Humboldt stand etwa 600 m von der Bergstation entfernt am Ende des Bergrückens auf 2250 m Höhe ü. d. M. und wurde, wie die Seilbahn, am 29. Dezember 1956 eröffnet. Es verfügte über alle Annehmlichkeiten eines Luxushotels, einschließlich eines Schwimmbads mit einem bis zu 2,8 m tiefen Becken. Sein 15 Stockwerke hoher runder Turm enthielt im Erdgeschoss die üblichen Funktionsräume und in den Stockwerken darüber je 5 große Zimmereinheiten, die durch Trennwände in Schlaf- und Salonbereiche aufgeteilt waren. Das Hotel bot einen weiten Ausblick auf Caracas auf der einen und das Karibische Meer auf der anderen Seite und war mit seinem hohen Turm selbst weithin sichtbar. Von der Seilbahnstation führte ein breiter, gepflasterter Weg zum Hotel. Man konnte aber auch eine kleine Einseilumlaufbahn mit runden, fix geklemmten Gondeln für jeweils acht Personen benutzen.

### Materialseilbahn
Parallel zur Seilbahn verlief eine Materialseilbahn, außer zwischen den Stationen El Irón und Ávila.

### Geschichte
Das Hotel Humboldt wurde 20 Jahre lang vom Consejo Nacional de Hotelería y Turismo (CONAHOTU) verwaltet. Das Hotel mit seinen vergleichsweise wenigen Zimmern und die gesamte, auf ein wohlhabendes Publikum ausgerichtete Anlage konnte aber nicht die Einnahmen erzielen, die für deren dauerhaften Betrieb erforderlich gewesen wären. 1977 wurden daher sowohl das Hotel als auch die Seilbahn geschlossen. Nach einigen Umbauarbeiten wurde das Hotel ab 1986 als Hotelfachschule verwendet und die Seilbahn dazu wieder in Betrieb genommen. 1988 endete aber auch dieser Versuch; danach blieben die Seilbahn und das Hotel 12 Jahre lang sich selbst überlassen und verfielen. Beim Bau der neuen Gondelbahn zwischen Caracas und dem Ávila-Massiv wurden die Überreste der alten Seilbahn entfernt, lediglich die Gebäude der Tal- und der Bergstation wurden wiederverwendet. Auf der anderen Bergseite blieb alles dem Wind, dem Wetter, dem Vandalismus und dem Urwald überlassen. Zumindest bis 2008 waren noch in den Stationen hängende Kabinen sowie Seilbahnstützen mit ihren Seilen zu sehen; an einer schwer zugänglichen Stelle in der Nähe der Estación Loma de Caballo hing auch noch eine Geistergondel am Tragseil, von der wenig mehr als das Rohrgerippe und Teile des Daches übrig waren.

## Gondelbahn (2000)

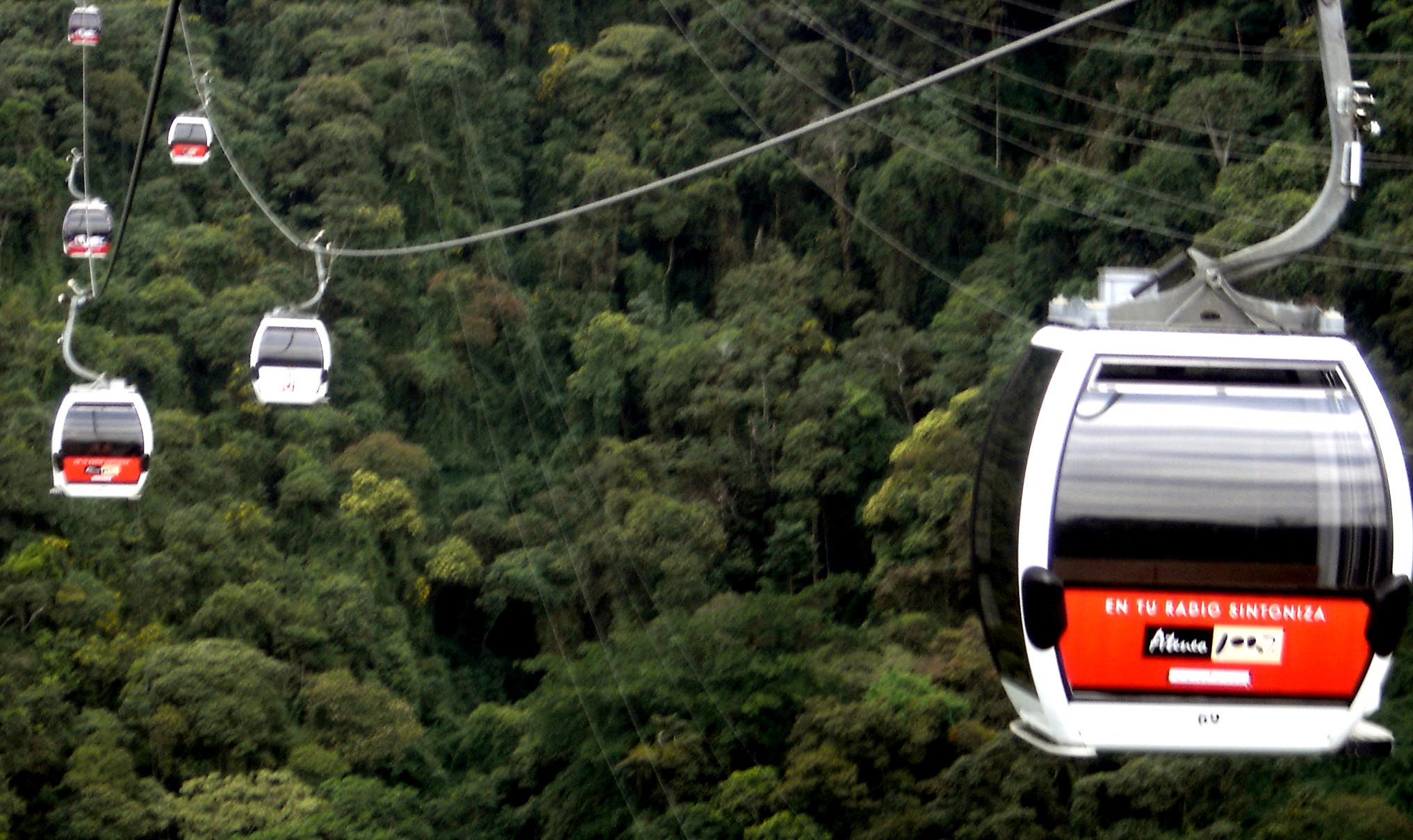
Gondelbahn von Doppelmayr

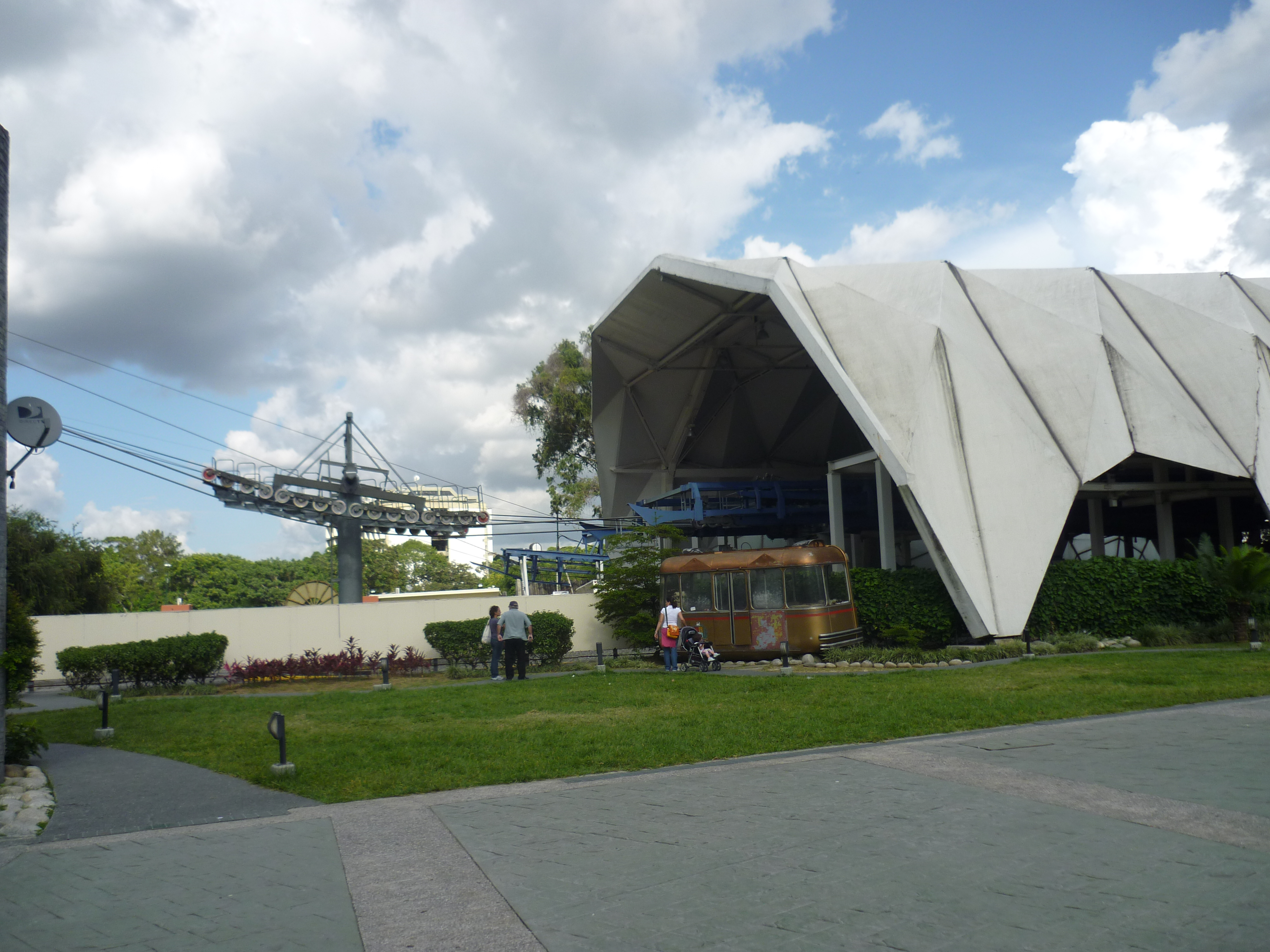
Estación Maripérez in Caracas

Erst im Jahre 2000 erhielt die Firma Inversora Turística Caracas von der Regierung die Konzession, die Seilbahn neu zu erstellen. Damit einher ging die Umwandlung des Bergkammes in den Parque Ávila Mágica mit verschiedenen touristischen Attraktionen, unter anderem einer Eislaufhalle, und der Wiedereröffnung des Hotel Humboldt.
Zunächst wurde von Doppelmayr eine Gondelbahn (8MGD) zwischen der Estación Maripérez und der Estación Monte Ávila mit einem umlaufenden Seil und Kabinen für acht Personen gebaut, bei der die existierenden Stationsgebäude wieder verwendet wurden. Auf der Strecke stehen 47 Stahlrohrstützen mit Durchmessern von 50 cm. Am Hang oberhalb der Talstation erforderte eine Hochspannungsleitung eine Freileitungskreuzung, bei der der Bereich der Seilbahn vollständig von einem Stahlgerüst überbaut wurde. Es gibt 73 normale Kabinen, 10 Kabinen für VIPs, eine Kabine für Notfalltransporte und 2 Lastenfahrzeuge. Die Seilbahn hat eine Höchstgeschwindigkeit von 7,5 m/s und dann eine Kapazität von 1000 Personen/Stunde, fährt aber meist langsamer, so dass für die 3,4 km Wegstrecke etwa 15 Minuten benötigt werden.
Dem Betreiber gelang es wegen landesüblicher Schwierigkeiten jedoch nicht, den ebenfalls geplanten Neubau der Strecke vom Monte Ávila zur Küste zu realisieren. Deshalb wurde ihm im August 2007 die Konzession entzogen und die Anlage in Staatseigentum überführt.
Später wurde der Parque Ávila Mágica umbenannt in Parque Warairarepano. Die Seilbahn heißt seitdem Sistema Teleférico Warairarepano (STW). 2015 wurden umfangreiche Wartungs- und Instandsetzungsarbeiten durchgeführt, für die der Betrieb einen Monat unterbrochen und am 2. Juni 2015 wieder aufgenommen wurde.

## Zukünftige Seilbahn zur Küste
Der Staat kündigte Pläne an, auch den zweiten Abschnitt vom Monte Ávila zur Küste (Sistema Teleférico Warairarepano–Macuto) zu erneuern. Dabei sollen die Estación Warairarepano und die Estación El Cojo wiederverwendet und eine vollkommen neue Estación La Hacienda sowie eine Estación San José nahe der alten Station gebaut werden. Vorarbeiten dafür begannen 2014.